# Рудольф Шарицер
Рудольф Шарицер (1 квітня 1859, м. Фрайштадт (Верхня Австрія), Австрійська імперія — дані відсутні) — доктор філософії, ректор Чернівецького університету у 1892-1893 навчальному році

## Біографія
В рідному місті закінчив восьмирічну народну школу та гімназію.
В 1877 році вступив до Віденського університету на факультет природничих наук.
Професор університету А. Штрауф зацікавив Рудольфа парагенетичною мінералогією і призначив його у 1880 році демонстратором у мінералогічному музеї, що вплинула на вибір Шарицером подальшого наукового шляху.
У 1882 році Рудольф Шарицер склав іспит на посаду викладача і рік пропрацював в Академічній гімназії Відня.
У 1883 році Шарицер здобув ступінь доктора філософії.
Згодом був приват-доцентом хімічної мінералогії в Інституті агрокультури, а з 1888 року — у Віденському університеті.
У 1889 році здійснив шестимісячну дослідницьку поїздку Німеччиною, Францією, Англією, Швецією та Норвегією.
19 березня 1891 року у Чернівцях Рудольф Шарицер здобув вчене звання професора.
У 1894 році призначений штатним професором Чернівецького університету, а протягом 1896-1897 навчального року — деканом філософського факультету.
З 1891 по 1910 рік очолював мінералогічну лабораторію університету.
В 1902-1903 навчальному році обирався ректором Чернівецького університету.
Був членом мінералогічного товариства у Відні, дійсним членом Товариства сприяння природничо-історичним дослідженням Сходу у Відні, членом Академії німецьких природознавців.